# Kuroshiodaphne
Kuroshiodaphne là một chi ốc biển, là động vật thân mềm chân bụng sống ở biển trong họ Conidae.

## Các loài
Các loài thuộc chi Kuroshiodaphne bao gồm:
- Kuroshiodaphne fuscobalteata (Smith E. A., 1879)[2]
- Kuroshiodaphne phaeacme Sysoev, 1990[3]
- Kuroshiodaphne saturata (Reeve, 1845)[4]
- Kuroshiodaphne subula (Reeve, 1845)[5]